# Thọ Tiến
Thọ Tiến là một xã thuộc huyện Triệu Sơn, tỉnh Thanh Hóa, Việt Nam.
Xã Thọ Tiến có diện tích 8,66 km², dân số năm 1999 là 5373 người, mật độ dân số đạt 620 người/km².